# Niantanso
Niantanso è un comune rurale del Mali facente parte del circondario di Kita, nella regione di Kayes.
Il comune è composto da 6 nuclei abitati:
- Bokoto
- Dolikoto
- Fria
- Hangaoura
- Niantanso
- Nounkala